# Conger cinereus
Conger cinereus är en fiskart som beskrevs av Rüppell, 1830. Conger cinereus ingår i släktet Conger och familjen havsålar. Inga underarter finns listade i Catalogue of Life.